# Phrynocephalus golubewii
Espèce
Statut de conservation UICN

 CR B1ab(i,ii,iii,v) : 
En danger critique
Phrynocephalus golubewii est une espèce de sauriens de la famille des Agamidae.

## Répartition
Cette espèce est endémique du Turkménistan.

## Étymologie
Cette espèce est nommée en l'honneur de Mikhail Leonidovich Golubev.

## Publication originale
- Shenbrot & Semyonov, 1990 : A new species of the genus Phrynocephalus (Reptilia, Agamidae) from Turkmenia. Zoologicheskii Zhurnal, vol. 69, no 9, p. 154-156.